# Sandie Shaw
Sandra Ann Goodrich, más conocida como Sandie Shaw (Londres, Inglaterra, 26 de febrero de 1947), es una cantante británica. Popular por cantar descalza en la mayoría de sus actuaciones, es una de las vocalistas inglesas más exitosas de la década de 1960.
Considerada musa mod, en 1967 ganó el Festival de la Canción de Eurovisión con el tema Puppet on a string (Marionetas a la cuerda), que fue número uno en Reino Unido y un éxito en toda Europa. Comenzó su carrera musical a la edad de 17 años, grabando éxitos como Always Something There to Remind Me.

## Sencillos editados en Reino Unido
- As Long As You're Happy Baby/Ya-Ya-Da-Da (1964)
- (There's) Always Something There to Remind Me/Don't You Know (n.º 1, 1964)
- I'd Be Far Better Off Without You/Girl Don't Come (n.º 3, 1964)
- I'll Stop At Nothing/You Can't Blame Him (n.º 4, 1965)
- Long Live Love/I've Heard About Him (n.º 1, 1965)
- Message Understood/Don't You Count On It (n.º 6, 1965)
- How Can You Tell/If Ever You Need Me (n.º 21, 1965)
- Tomorrow/Hurting You (N.º 9, 1966)
- Nothing Comes Easy/Stop Before You Start (n.º 14, 1966)
- Run/Long Walk Home (n.º 32, 1966)
- Think Sometimes About Me/Hide All Emotion (n.º 32, 1966)
- I Don't Need Anything/Keep In Touch (n.º 50, 1967)
- Puppet on a String/Tell The Boys (n.º 1, 1967)
- Tonight In Tokyo/You've Been Seeing Her Again (n.º 21, 1967)
- You've Not Changed/Don't Make Me Cry (n.º 18, 1967)
- Today/London (n.º 27, 1968)
- Don't Run Away/Stop (1968)
- Show Me/One More Lie (1968)
- Together/Turn On The Sunshine (1968)
- Those Were The Days/Make It Go (1968)
- Monsieur Dupont/Voice In The Crowd (n.º 6, 1969)
- Think It All Over/Send Me A Letter (n.º 42, 1969)
- Heaven Knows I'm Missing Him Now/So Many Things To Do (1969)
- By Tomorrow/Maple Village (1970)
- Wight Is Wight/That's The Way He's Made (1970)
- Rose Garden/Maybe I'm Amazed (1971)
- Show Your Face/Dear Madame (1971)
- Where Did They Go/Look At Me (1972)
- Father And Son/Pity The Ship Is Sinking (1972)
- One More Night/Still So Young (1977)
- Just A Disillusion/Your Mama Wouldn't Like It (1977)
- Anyone Who Had A Heart/Anyone Who Had A Heart (Instrumental) (1982)
- Wish I Was/Life Is Like A Star (1983)
- Hand In Glove/I Don't Owe You Anything (n.º 27, 1984)
- Are You Ready To Be Heartbroken/Steven (You Don't Eat Meat) (n.º 68, 1986)
- Frederick/Go Johnny Go! (1986)
- Please Help The Cause Against Loneliness/Lover Of The Century (1988)
- Nothing Less Than Brilliant/I Love Peace (1988)
- Nothing Less Than Brilliant/ (There's) Always Something There to Remind Me (n.º 66, 1994)

## E.P.
- (There's) Always Something There to Remind Me (1964)
- Long Live Love (1965)
- Talk About Love (1965)
- Message Understood (1966)
- Tomorrow (1966)
- Nothing Comes Easy (1966)
- Run With Sandie (1966)
- Sandie Shaw In French (1967)
- Sandie Shaw In Italian (1967)
- Tell The Boys (1967)

## Álbumes en Reino Unido
- Sandie (1965)
- Me (1965)
- The Golden Hits Of Sandie Shaw (1966)
- Puppet on a String (1967)
- Love Me, Please Love Me (1967)
- The Sandie Shaw Supplement (1968)
- Reviewing The Situation (1969)
- Choose Life (1983)
- Hello Angel (1988)
- Nothing Less Than Brilliant (1994)
- Pourvu Que Ça Dure - Chante En Français (2003)
- La Cantante Scalza - Canta In Italiano (2003)
- Wiedehopf Im Mai - Sandie Shaw Singt Auf Deutsch (2004)
- Marionetas En La Cuerda - Sandie Shaw Canta En Español (2004)
- Reviewing The Situation (2004)
- Hello Angel (2004)
- Nothing Comes Easy (4CD box set) (2004)
- The Very Best Of Sandie Shaw (2005)
- Sandie/Me (2005)
- Puppet on a String (re-issue with bonus material) (2005)
- Love Me, Please Love Me/The Sandie Shaw Supplement (2005)
- The Collection (2007)